# Acamar
Acamar je jméno hvězdy θ Eridani v souhvězdí Eridanu. Jméno znamená v arabštině „konec řeky“.
Acamar je dvojhvězda, skládající se z hlavní složky zdánlivé hvězdné velikosti +3,24m spektrální třídy A3IV-V, která má průvodce spektrální třídy A1V o jasnosti 4,35m. Úhlová vzdálenost složek je 8,2". Acamar je od Země vzdálen zhruba 160 světelných let.

## Acamar v kultuře
- V seriálu Star Trek je Acamar domovskou planetou Acamariánů.